# Хорольський район (Приморський край)
Хорольський район — муніципальний район Приморського краю Російської Федерації.
Адміністративний центр — село Хороль.

## Географія
Хорольський муніципальний район розташований у центрі Приморський край. Межує на північному сході зі Спаським районом, на сході — з Чернігівським, на півдні і південному заході — з Михайлівським, на південному заході — із Октябрським, на заході — з Погранічним, на північному заході — з Ханкайським районом. На півночі межа Хорольського муніципального району проходить по береговій лінії озера Ханка. Загальна довжина кордонів становить приблизно 354,3 км, з них 327 км — сухопутна частина і 27,3 км — водна частина кордону.
Площа району — 1968,6 км².
Північ і схід району займає Приханкайська рівнина. Найвища точка — гора Сергіївка (410 м), розташована на західній околиці району.
Найбільші річки — Ілиста, Нестерівка, Абрамовка.

## Історія
Район колонізований у ХІХ столітті переселенцями з Хорольського повіту Полтавської губернії.
Район було утворено Постановою ВЦВК від 25 січня 1935 року і Постановою Президії Далекосхідного крайвиконкому від 23 березня 1935 року № 390, центром стало село Хороль.

## Адміністративний поділ
У Хорольському районі 25 населених пунктів у складі 1 міського та 3 сільських поселень:
| Поселення                          | Центр           | Населення, осіб (2010) | Площа, км² | Населені пункти |
| ---------------------------------- | --------------- | ---------------------- | ---------- | --------------- |
| Ярославське міське поселення       | смт Ярославське | 10 549                 | 336        | 5               |
| Благодатненське сільське поселення | село Благодатне | 1996                   | 569,2      | 5               |
| Лучкинське сільське поселення      | село Лучки      | 1090                   | 163        | 4               |
| Хорольське сільське поселення      | село Хороль     | 12 640                 | 497,4      | 11              |

Законом Приморського краю від 27 квітня 2015 року № 594-КЗ, Новодівицьке, Сіваковське і Хорольське сільські поселення перетворені, шляхом їх об'єднання, в Хорольське сільське поселення з адміністративним центром у селі Хороль.

## Транспорт
У районі розвинена мережа автодоріг, яка пов'язує його з сусідніми адміністративними одиницями. Через район також проходить залізнична лінія «Сибірцево — Турій Ріг», найбільша станція — Хорольськ.